# خطة فك الارتباط الأحادية الإسرائيلية 2005

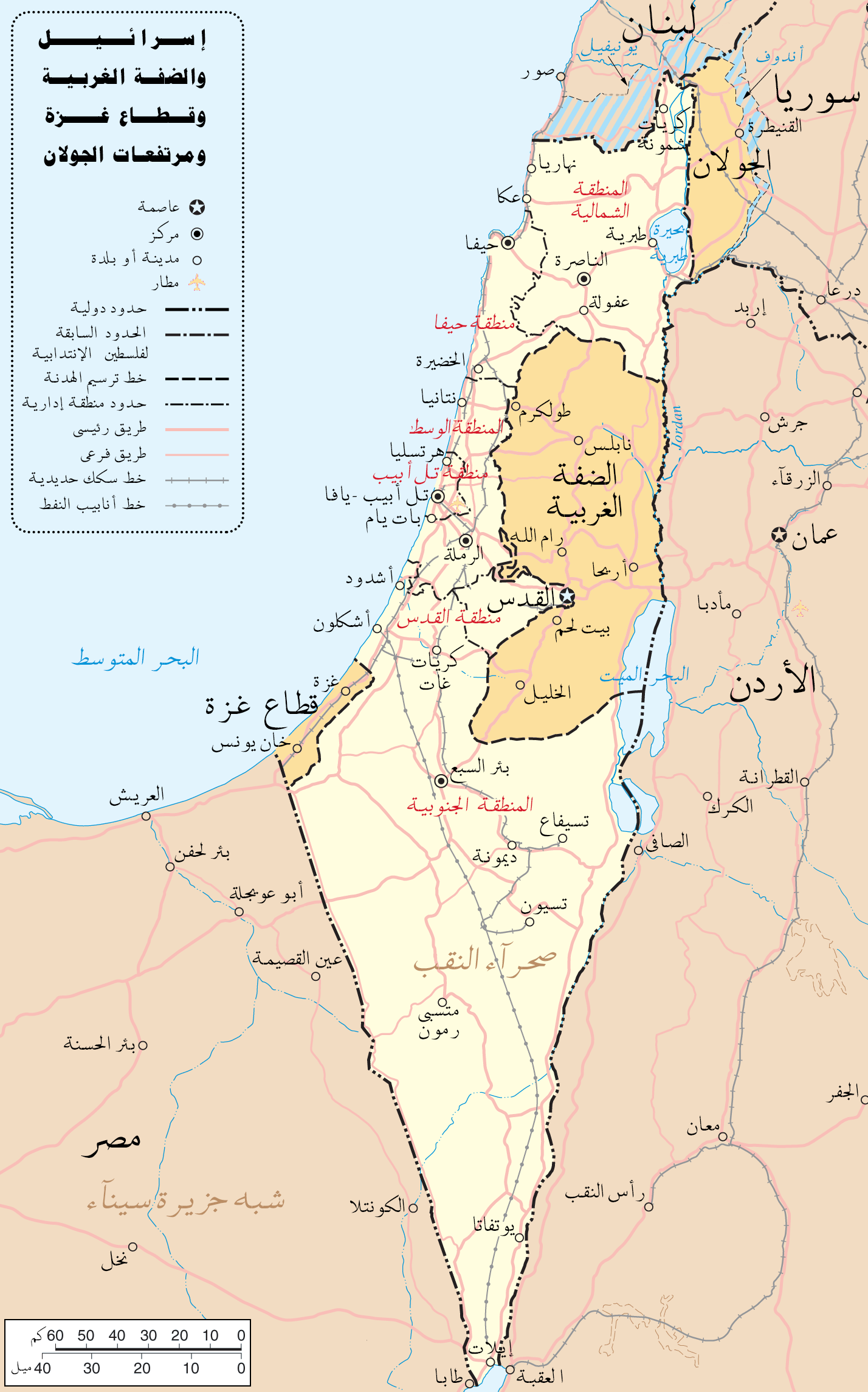
موقع قطاع غزة في الخريطة الإسرائيلية

خطة فك الارتباط الأحادية الإسرائيلية (بالعبرية: תוכנית ההתנתקות Tokhnit HaHitnatkut) والمعروفة أيضًا باسم "خطة فك الارتباط" أو "خطة فك الارتباط أحادية الجانب" هي الاسم الذي اختارته الحكومة الإسرائيلية لخطة قامت بتنفيذها في صيف عام 2005 والمعروفة عربيًا باسم "قانون الانسحاب". في إطار هذا المشروع، أُخليت المستوطنات الإسرائيلية ومعسكرات الجيش الإسرائيلي من قطاع غزة، فضلًا عن أربع مستوطنات أخرى متفرقة في شمال الضفة الغربية، وكان ذلك نتيجة لمعركة أيام الغضب التي فشلت فيها إسرائيل في تحقيق أهدافها بمنع إطلاق الصواريخ من غزة.
ضِمن الخطة انتشار قوات الجيش الإسرائيلي على الشريط الحدودي مع قطاع غزة، وكان رئيس الوزراء الإسرائيلي أرئيل شارون المبادر وقائد هذه الخطة. كان يسكن في قطاع غزة عند القيام بالخطة 8600 مستوطن إسرائيلي. بدأ إخلاء قطاع غزة من المستوطنين بتاريخ 15 أغسطس 2005، واكتمل الإخلاء في غضون ثمانية أيام. وبعد يوم من الإخلاء بدأت احتفالات الفلسطينيين في القطاع بالمناطق التي قامت عليها المستوطنات. أكمل الجيش الإسرائيلي إخلاء المستوطنات شمال الضفة الغربيةبتاريخ 22 سبتمبر. بعد إنهاء الخطة بدأت مرحلة إيواء المرحلين والتي انتهت فقط عام 2011.
أحدثت خطة فك الارتباط جدل واسع في إسرائيل وكانت مخالفة لوعود أرئيل شارون قبل انتخابه، مع أنها نجحت بنيل أصوات الأكثرية في الكنيست بعد القراءة الثالثة في 16 فبراير 2005، إذ كان هنالك 59 مؤيد مقابل 40 معارض و5 ممتنعين عن التصويت. شارون رفض عرض الخطة لاستفتاء عام.

## نقل المستوطنين
قام جيش الاحتلال الإسرائيلي بإخلاء المستوطنين اليهود الذين رفضوا مغادرة المستوطنات في الفترة ما قبل 15 سبتمبر 2005 بشكل قسري، ونشأت عن ذلك احتجاجات عارمة وأعمال شغب، وقامت الحكومة الإسرائيلية لاحقًا بتعويض المستوطنين مبالغ طائلة مقابل مغادرتهم المستوطنات بقطاع غزة.
التخطيط الأساسي كان يقضي بإخلاء المستوطنات دون أي مفاوضات مع الفلسطينيين، لكن بعد وفاة ياسر عرفات تبدلت القيادة في السلطة الفلسطينية فاستلم محمود عباس السلطة، وبُذلت جهود للتنسيق مع الفلسطينيين.
نُقل مستوطنون من غزة وشمال الضفة وأُسكنوا في عكا ويافا ثم اللد والرملة، وظهرت آثار ذلك جلية منذ عام 2008، من إقامة أحياء سكنية جديدة لهم ومنع العرب من شراء قسائم بناء أو شقق فيها، إلى إلغاء مناقصات بناء فاز فيها عرب فلسطينيون بحق شراء شقق في المدينتين اللد والعفولة. وبيعت الأملاك والشقق في هذه المدن التاريخية للمستوطنين في مناقصات لا يستطيع السكان الفلسطينيون في المدن التاريخية المذكورة المنافسة فيها أو دفع الثمن الذي تطلبه الشركة، مع إنذارات بالإخلاء قصيرة الأجل. كما أن أولئك المستوطنين صرحوا دون مواربة عن تصوراتهم بتغيير توزيع السكان في المناطق التي عادوا إليها، فبانتقالهم ليافا مثلًا، ساهموا في زيادة تعداد جاليات يهودية أكثر يمينية (ضعيفة في المدينة) وضمان كون اليهود أغلبية فيها.

## إلغاء قانون الانسحاب
كان إلغاء قانون الانسحاب خطوة ساهمت بها حكومة رئيس الوزراء بنيامين نتنياهو اليمينية المتطرفة، التي يهيمن عليها قادة المستوطنين وحلفاؤهم، لتعزيز النشاط الاستيطاني في المنطقة، ففي 14 مارس صادق الكنيست على مشروع قانون «إلغاء قانون الانسحاب» من شمالي الضفة الغربية، والذي فتح الباب أمام إعادة 4 مستوطنات بين نابلس وجنين بالضفة الغربية المحتلة، حيث صوت لصالح القانون 40 عضو. يسمح هذا الالغاء بعودة الإسرائيليين لمستوطنات (مثل جانيم وكاديم وخوميش وصانور) أُخليت بالتزامن مع إخلاء مستوطنات قطاع غزة في العام 2005.

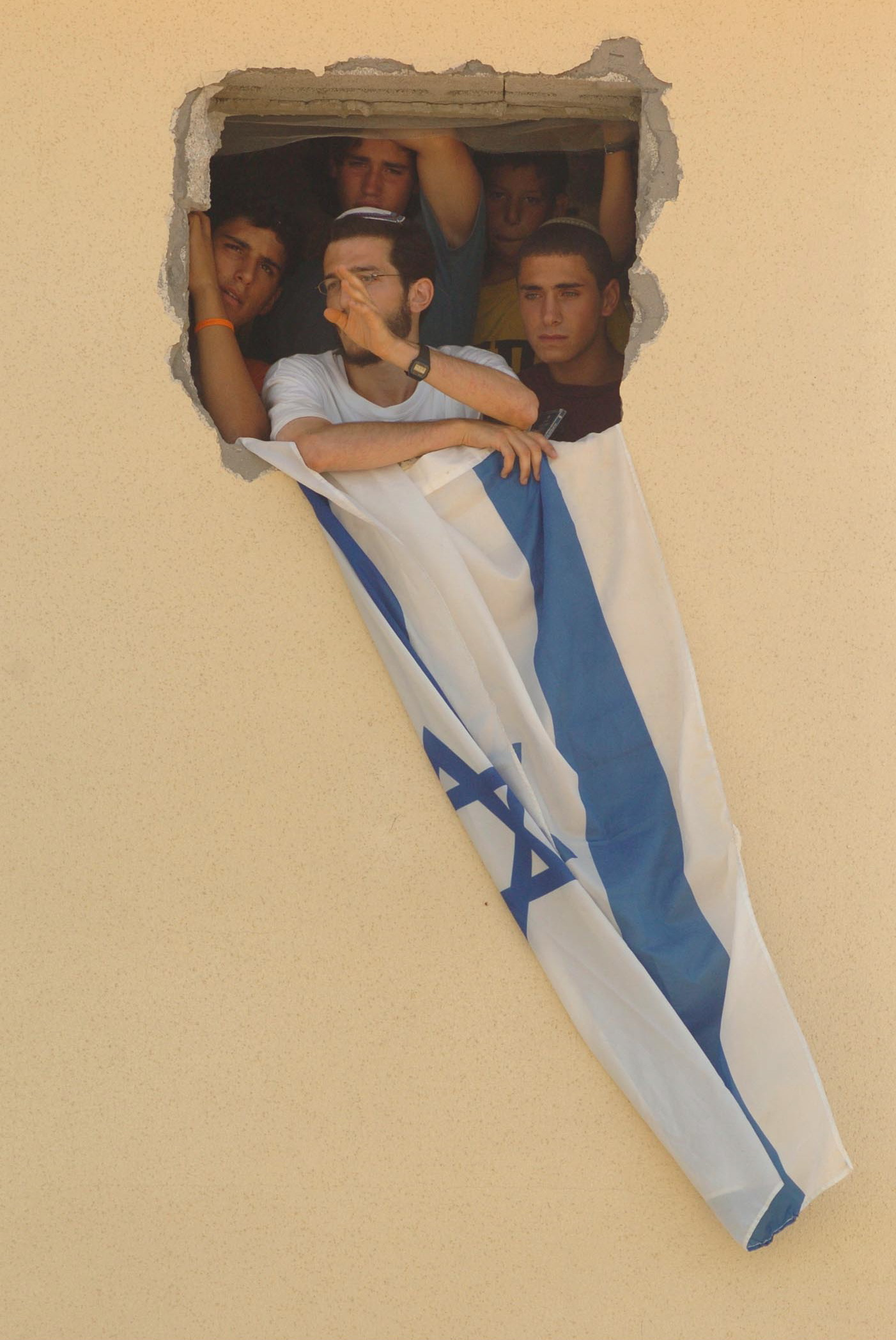
احتجاج المستوطنين اليهود على الانسحاب

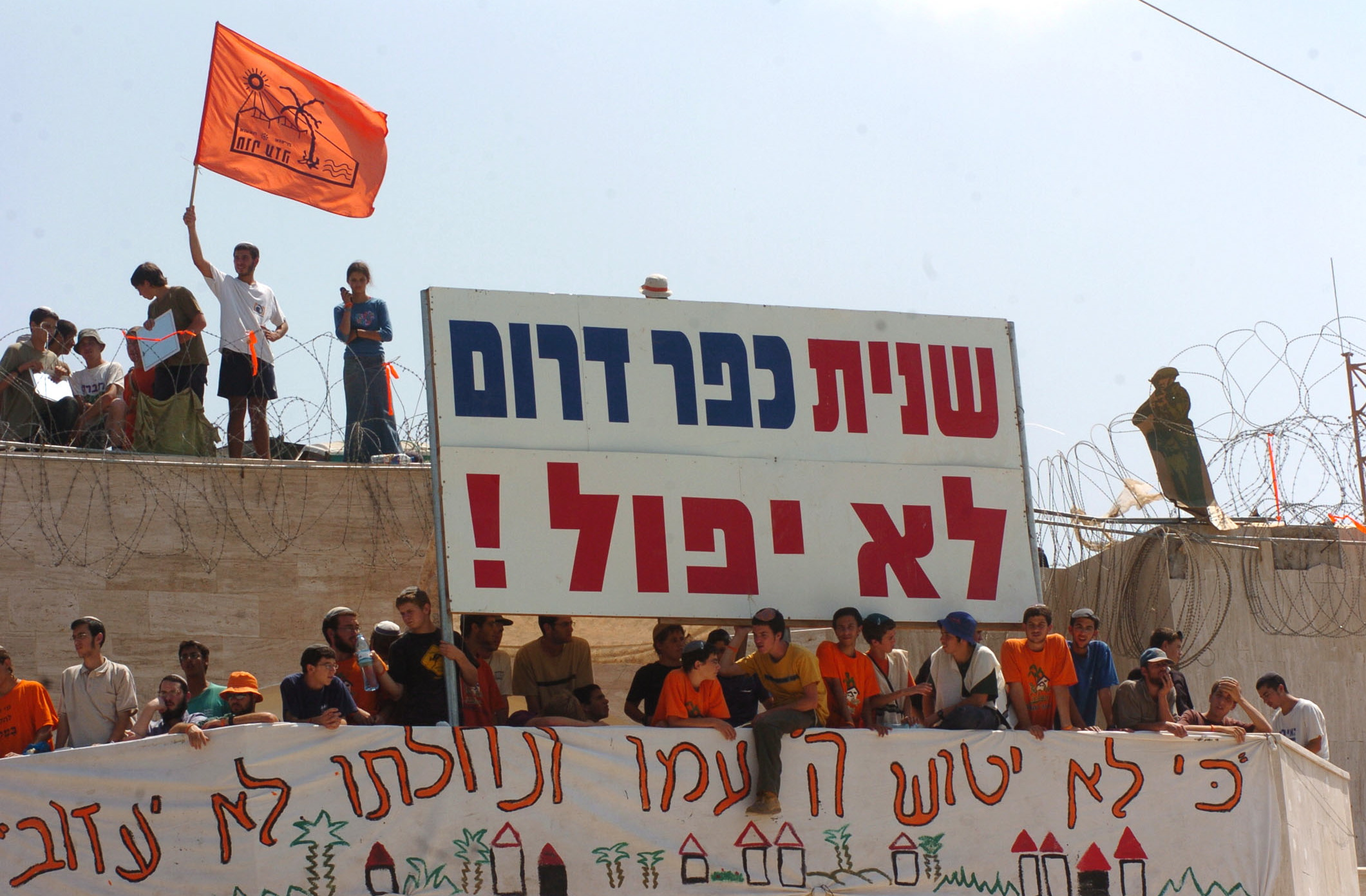
مستوطنون من مستعمرة كفار داروم بمدينة دير البلح يحتجون على قرار الإخلاء في 18 سبتمير 2005.

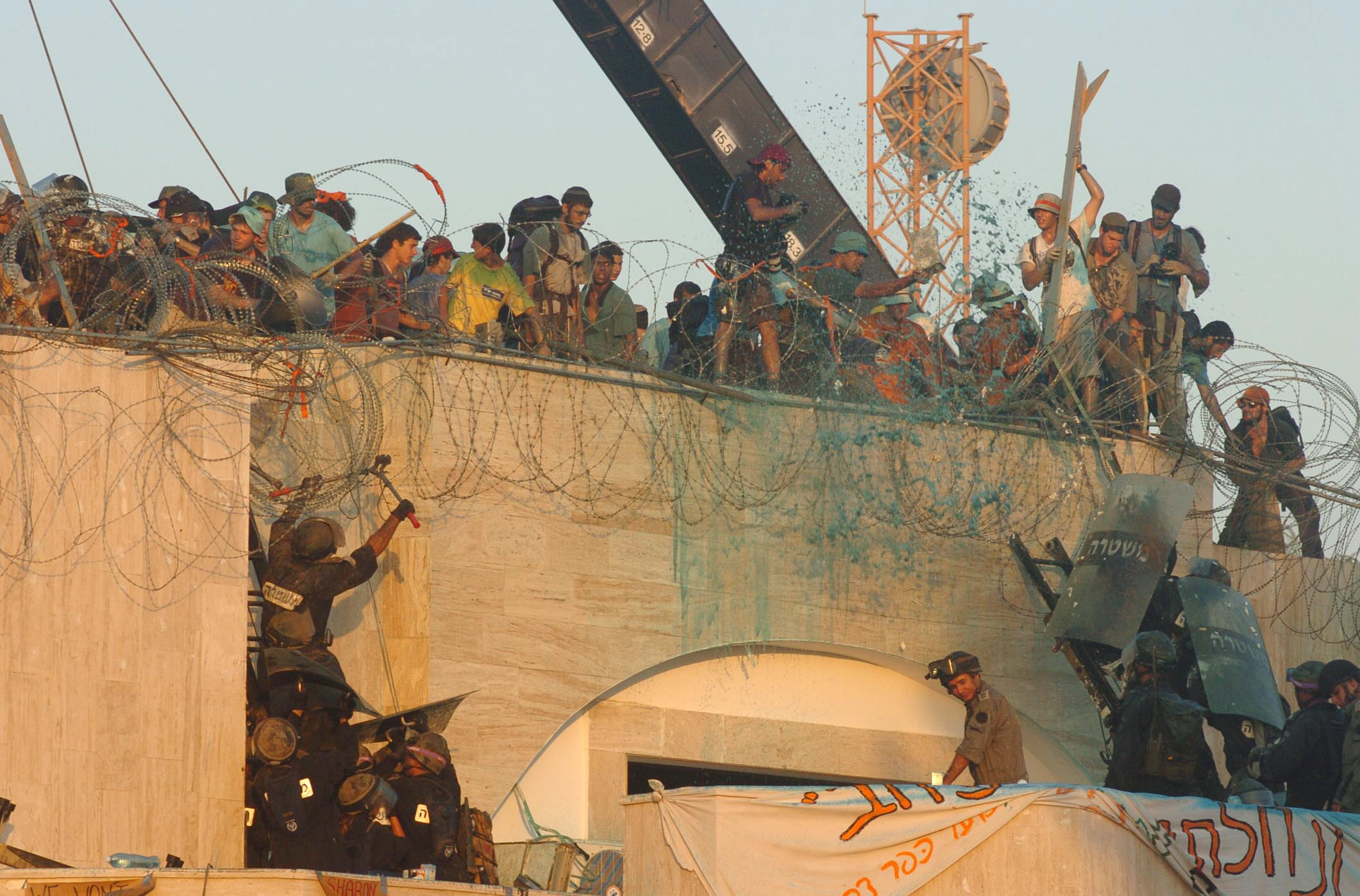
أعمال شغب أثناء إخلاء المستوطنين من مستعمرة كفار داروم

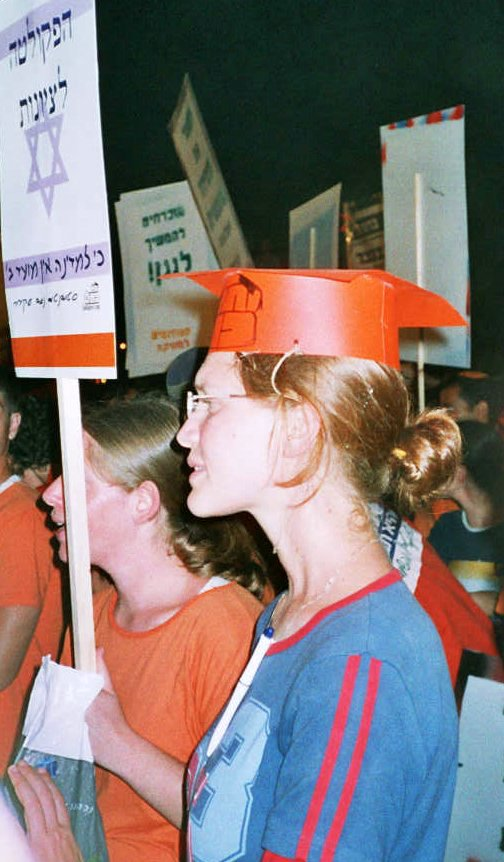
مظاهرة طلابية ضد خطة فك الارتباط